# Philip Freneau
Philip Morin Freneau (New York, 2 gennaio 1752 – Freehold, 18 dicembre 1832) è stato un poeta statunitense.

## Biografia
Figlio di un commerciante ugonotto e discendente di una famiglia francese, ebbe vita avventurosa e travaglata. Si diplomò a Princeton nel 1771 e, dopo essere stato docente per qualche anno, divenne segretario di un coltivatore di Santa Cruz de Tenerife. Esercitò come giornalista, marinaio, agricoltore e insegnante. Tornato negli USA, trovò un impiego alla segreteria di Stato, ma dovette abbandonarlo dopo il ritiro di Thomas Jefferson. Morì assiderato durante una tempesta di neve. Tra le sue più celebri opere si ricordano La confessione del generale Cage (1775) e La casa della notte (1779).
Fu il primo scrittore ad aver dato, in modo alquanto originale, voce a sentimenti americani. Amante della vita primitiva e della figura del 'buon selvaggio' di cui vedeva l'incarnazione negli indiani di America, Freneau si occupò a piene mani dei temi del mare e della natura e pur volendo considerarlo un preromantico restò ancorato all'illuminismo e al neoclassicismo per il gusto per la satira e un certo moralismo. Per temperamento va collocato in una posizione intermedia fra l'Illuminismo e il Romanticismo. Dall'Illuminismo prese l'inclinazione satirica e polemica. Politicamente fu un democratico, seguace di Jefferson e in queste idee credette ciecamente, anche quando avervi fede poteva significare isolamento umano e civile.
Durante gli anni della rivoluzione egli incarnò la figura del poeta patriota e riscosse un rapido e travolgente successo. Cantò la propria esperienza come soldato, la sofferenza e l'umiliazione conosciuta come prigioniero di guerra. In The British Prison-Ship 1781 espresse sentimenti di riprovazione e di amarezza nei confronti degli inglesi, quali la poesia americana non aveva conosciuto fino ad allora. E quando conclusasi la guerra, i principi democratici per la quale era stata combattuta, sembravano venir meno ed essere calpestati, fu colui che con maggiore impegno combatté per essi, anche dalle pagine della National Gazette. Negli ultimi anni di vita assunse atteggiamenti e comportamenti eccentrici e ricevette molte critiche, quali quella di bugiardo e antiquato.
La letteratura statunitense dovette attendere Walt Whitman per riscoprirlo e rivalutarlo pienamente. Il tratto romantico del suo carattere fu quello che lo spinse alle avventure di mare e alla ricerca di insolite sensazioni e di remoti paesaggi. Fu proprio da questo che scaturirono la vena morbida e fresca delle sue poesie. In The Power of Fancy (1770) subì l'influenza di Milton e Goldsmith e trasmise una sensibilità e una idealità che fecero presentire Keats. In The House of Night (1775), la strana musicalità di versi e la descrizione di paesaggi notturni fanno pensare a Coleridge e a Poe. Freneau ha cantato la 'fragile' bellezza delle paludi del nord riuscendo ad esprimere un linguaggio di immagini già quasi affrancato dall'influenza europea e anglosassone.